# أوليفييه جيلارد
أوليفييه جيلارد (بالفرنسية: Olivier Gaillard) هو سياسي فرنسي، ولد في 28 فبراير 1967 في نيم في فرنسا. حزبياً، نشط في الجمهورية إلى الأمام!. وقد انتخب member of the departmental council ‏ عن دائرة Canton of Quissac ‏ (2015 – ) وانتخب نائب فرنسي عن دائرة Gard's 5th constituency ‏ وقد انضم خلال فترته النيابية ‏ (21 يونيو 2017 – )  للكتلة البرلمانية تكتل الجمهورية على الدرب ‏.